# Four Seasons Hotel Baku
«Four Seasons Hotel Baku» — гостиница в столице Азербайджана, в городе Баку, входящая в сеть Four Seasons. Расположена на проспекте Нефтяников, д. 1 (владение 75), напротив исторической части города — Ичери-шехер.
До 2006 года на месте здания гостиницы находилось здание, известное как «Дом медицинских работников». Оно было построено в 1860-х годах Карлом Гиппиусом и до революции было известно как Губернаторский дом. В 2009 году на месте снесённого Дома медработников со стороны компании Pasha Construction началось строительство новой гостиницы. Архитектором проекта является ReardonSmith. Строительство здания гостиницы продолжалось 4 года. Открытие гостиницы состоялось 3 сентября 2012 года в присутствии президента страны Ильхама Алиева.
В гостинице 171 номеров. 27 из них — это номера-люкс. Также имеются 2 президентских номера: Хезер и Лиман. В гостинице расположены также 5 комнат для деловых встреч, названные именами мугамов — «Шур», «Джахаргах», «Баяты-Шираз», «Хумаюн» и «Шуштер». В гостинице расположены рестораны Zafferano с итальянской кухней, Piazza Launge для чаепития, бар Bentley Bar и ресторан-бар Kaspia. Для проведения банкетов приспособлены два больших зала: «Сегях» и «Раст». Самым большим залом является зал «Сегях», рассчитанный на 500 человек. А зал «Раст» рассчитан на 350 человек.
В гостинице работают около 350 человек. Цены на номера в «Four Seasons Hotel Baku» начинаются от 300 манатов. Самым же дорогим номером является президентский, который стоит 6000 манатов.